# سنگ‌سرک
سنگ سرک، روستایی است از توابع بخش مرزن‌آباد شهرستان چالوس در استان مازندران ایران.

## جمعیت
این روستا در دهستان بیرون‌بشم قرار دارد و براساس سرشماری مرکز آمار ایران در سال ۱۳۸۵، جمعیت آن ۱۶۶ نفر (۴۵خانوار) بوده‌است. مردم سنگ سرک از قومیت طبری هستند. مردم سنگ سرک به زبان طبری با گویش چالوسی سخن می‌گویند.